# Ерик Регер (награда)
Литературната награда „Ерик Регер“ (на немски: Erik-Reger-Preis) е учредена през 1999 г. от провинция Рейнланд-Пфалц и се раздава на всеки две години в памет на писателя Ерик Регер (1893–1954). От 2009 г. отличието не се присъжда.
С наградата се удостояват немскоезични писатели и журналисти за изтъкнати творби „на тема съвременния живот“.
Отличието възлиза на 10 000 €.

## Носители на наградата
- 1999: Ернст-Вилхелм Хендлер
- 2001: Марк Зимонс
- 2003: Уве Тим
- 2005: Петер Рюмкорф
- 2007: Ралф Ротман